# شبیه‌سازی ترافیک شبکه
شبیه‌سازی ترافیک شبکه (به انگلیسی: Network traffic simulation)  یک فرایند مورد استفاده در مهندسی ارتباطات راه دور است که برای اندازه گیری میزان بهره وری از شبکه‌های ارتباطی استفاده می‌شود.

## بررسی اجمالی
سیستم‌های ارتباطی راه دور سیستم‌های پیچیده‌ای در دنیای واقعی هستند و شامل اجزای بسیارمتفاوتی هستند که تعامل این  ارتباطات پیچیده را فراهم می‌کنند. تجزیه و تحلیل این نوع سیستم‌ها می‌تواند بسیاردشوار باشد. تکنیک‌های مدل سازی بیشترتمایل دارند به جای تجزیه وتحلیل ارتباط بین اجزا به بررسی هریک از اجزا بپردازند.شبیه‌سازی روشی است که می‌تواند برای مدل‌های بزرگ هم استفاده شود مثلاً برای پیش‌بین مخابراتی سیستم‌های تصادفی پیچیده یااندازه‌گیری ترافیک بازده شبکه. این رایج‌ترین روشی است که در مدل سازی کمی استفاده می‌شود.
مجموعه‌ای از شبیه سازها چون محدودیت‌های کمتری دارندمعمولا به عنوان ابزارمدل سازی استفاده می‌شوند. سایر تکنیک‌های مدل سازی ممکن است درفرایند محاسبات خود محدودیت‌هایی داشته باشند.(را متحمل شوند) و همچنین لازم است تا مقادیر از پیش تعیین شده‌ای برای آنهادرنظرگرفته شود.(چندین مفروضات درونی برای آن‌ها ساخته شود.)
شبیه‌سازی ترافیک شبکه معمولاً شامل ۴مرحله زیر است:
- مدل سازی سیستم‌ها به صورت یک فرایند تصادفی پویا
- مدت زمان تحقق فرایند تصادفی (زمان لازم برای اجرای فرایند)
- اندازه گیری داده‌های شبیه‌سازی (ورودی)
- تجزیه و تحلیل داده خروجی

## روش‌های شبیه‌سازی
به‌طور کلی دوروش شبیه‌سازی برای شبکه‌های ارتباطی راه دور استفاده می‌شود: شبیه‌سازی گسسته وشبیه‌سازی پیوسته. شبیه سازهای گسسته همچنین به عنوان شبیه‌سازی رویدادهای گسسته هم شناخته می‌شوند.(بیان می‌شوند.)و سیستم‌های پویای مبتنی بررویداد تصادفی هستند. به عبارت دیگر سیستم شامل مجموعه‌ای ازحالت هاست که با استفاده از مجموعه‌ای ازمتغییرها مدل شده‌است. اگر مقادیر این متغیرها تغییرکند یعنی رویدادی اتفاق افتاده‌است وباعث تغییردر حالت سیستم می‌شود (تغییرات در سیستم منعکس می‌شود.)
سیستم گسسته به عنوان یک سیستم پویا همواره در حال تغییراست. سیستم گسسته یک سیستم تصادفی است چون عناصر تصادفی در سیستم وجود دارد. شبیه‌سازی گسسته با استفاده از حالت معادلات بیان می‌شود که شامل تمام متغیرهای مؤثربر سیستم است.
شبیه‌سازی پیوسته همچنین شامل متغیرهای حالت است ومتناسب با گذر زمان تغییرمی‌کند. شبیه سازهای پیوسته با استفاده از معادلات دیفرانسیل مدل می‌شوند که با استفاده از زمان وضعیت سیستم ردیابی می‌شود.

## مزایای شبیه‌سازی
- تکنیک‌های تجزیه وتحلیل نرمال با استفاده ازمدل‌های ریاضی گسترده‌ای ساخته شده اندکه نیاز به محدودیت‌ها و مفروضاتی  دارند تابر روی مدل قرارداده شود. این می‌تواند نتیجه عدم دقت قابل اجتناب در داده‌های خروجی باشد. شبیه‌سازی از قراردادن محدودیت روی سیستم جلوگیری می‌کند و همچنین فرایندهای تصادفی را هم شامل می‌شود. در واقع در بعضی شرایط شبیه‌سازی تنها تکنیک مدل سازی عملی قابل اجراست.
- تحلیلگران می‌توانند ارتباطات بین اجزارابا تمام جزئیات مطالعه کنند وعواقب پیش‌بینی شده از طراحی‌هایمختلف را، قبل از نیاز به اجرادر دنیای واقعی، شبیه‌سازی کنند.
- این امکان وجود دارد که طرح‌های جایگزین (موجود) رابرای انتخاب یک سیستم بهینه به راحتی با هم مقایسه کنیم.
- فرایند واقعی در حال توسعه شبیه‌سازی خودمی‌تواندبینش‌های  ارزشمندی را برای فعالیت‌های داخلی شبکه فراهم کند که می‌تواند به نوبه خود در مرحله بعد مورد استفاده قرارگیرد.

## معایب شبیه‌سازی
- توسعه  یک مدل شبیه‌سازی دقیق نیاز به منابع گسترده‌ای دارد.
- نتایج شبیه‌سازی به همان خوبی مدل هستندو به همین دلیل هنوز هم از تخمین ویانتایج پیش  بینی شده آن‌ها استفاده می‌شود.
- بهینه سازی تنها شامل تعدادگزینه‌های کمی به عنوان یک مدل است که معمولابااستفاده ازتعدادمحدودی از متغیرهاتوسعه می‌یابد.
- هزینه شبیه‌سازی پول زیادی است  ساخت آن بسیارگران قیمت است.

## مسائل آماری در مدل سازی شبیه‌سازی

### داده‌های ورودی
مدل‌های شبیه‌سازی از مجموعه‌ای از داده‌های گرفته شده از یک سیستم تصادفی تولیدمی شود. لازم است که اعتبار داده‌های آماری با  توزیع‌های آماری بررسی شود و پس از آن یکجا تست اهمیت انجام شود. علاوه بر این در هر فرایندمدل سازی دقت و صحت داده‌های ورودی باید چک شود و اضافات باید حذف شود.

### داده‌های خروجی
هنگامی که یک شبیه‌سازی کامل می‌شود (پایان می‌یابد) داده‌ها نیاز به تجزیه و تحلیل دارند. داده‌های خروجی شبیه‌سازی تنها یک برآورد احتمالی از حوادث رادر جهان واقعی  تولیدمی‌کنند. روش‌های افزایش دقت و صحت داده‌های خروجی  شامل: تکرار مکرر عمل شبیه‌سازی ومقایسه نتایج با هم وتقسیم رویدادها به دسته‌هایی و پردازش آن‌ها به صورت جداگانه و بررسی نتایج حاصل از شبیه‌سازیهای انجام شده در دوره‌های زمانی نزدیک به هم برای ایجاد یک دیدگاه جامع از سیستم.

### اعداد تصادفی
چون اکثرسیستم‌هادارای فرایندهای تصادفی هستند، ششبیه‌سازیاغلب ازمولد اعداد تصادفی برای ایجادداده‌های ورودی که تقریباً رویدادهای تصادفی  دنیای واقعی هستند استفاده می‌کند. کامپیوتر تولیدکننده اعداد تصادفی به بیان دقیق تر معمولاً تصادفی عمل نمی‌کند بلکه آن‌ها از مجموعه‌ای از معادلات برای محاسبات استفاده می‌کنند. چنین اعدادی به عنوان اعداد شبه تصادفی شناخته می‌شوند. هنگام استفاده از اعداد شبه تصادفی تحلیلگرباید مطمئن باشد که اعدادتصادفی علامت زده شده درست باشد اگر اعداد تصادفی موجود در یک مد به اندازه کافی تصادفی نباشند یک روش دیگرباید استفاده شود.(از تولیدکننده اعدادتصادفی دیگری باید استفاده شود.)اعداد تصادفی برای شبیه‌سازی توسط یک مولد اعداد تصادفی تولید می‌شود.